# 越前塚古墳 (野洲市)
越前塚古墳（こしまえづかこふん）は、滋賀県野洲市小篠原（こしのはら）にある古墳。形状は前方後円墳。野洲市指定史跡に指定されている。

## 概要
滋賀県南部、野洲川右岸の妙光寺山山麓から派生した丘陵先端部に築造された古墳である。これまでに発掘調査は実施されていない。
墳形は前方後円形で、前方部を北東方向に向ける。墳丘表面では葺石・埴輪が検出されている。また墳丘周囲にはテラス状の平坦面が認められる。埋葬施設は後円部における左片袖式の横穴式石室で、西北西方向に開口する。横口式石室の特徴を有する古式の石室になる。
この越前塚古墳は、古墳時代中期-後期の5世紀末葉-6世紀前葉頃の築造と推定される。滋賀県内では最古級の横穴式石室を有する点で注目されるとともに、北方の弥生時代以来の伝統的首長層（大岩山古墳群）とは性格を異にした新興の首長層の勃興を示唆する点で重要視される古墳になる。
古墳域は1990年（平成2年）に野洲市指定史跡に指定されている。

## 墳丘
墳丘の規模は次の通り。
- 墳丘長：49メートル
- 後円部
  - 直径：27メートル
  - 高さ：4.7メートル
- 前方部
  - 長さ：22メートル
  - 幅：21メートル
  - 高さ：3メートル
- くびれ部
  - 幅：17.5メートル

## 埋葬施設
埋葬施設は後円部における片袖式の横穴式石室で、西北西方向に開口する。石室の規模は次の通り。
- 石室全長：7.72メートル
- 玄室：長さ5.32メートル、幅2.60-2.68メートル
- 羨道：長さ2.4メートル、幅1.20-1.35メートル、高さ1.6メートル

玄室は長方形で、側壁を著しく持ち送る形態をとる。石材には扁平な板石が用いられる。羨道は完存するものの土砂で大部分を埋没するが、玄門部天井石を1段低く、2石目を1段高く構築する。横口式石室に類似する形態を示す、古式の横穴式石室になる。

## 文化財

### 野洲市指定文化財
- 史跡
  - 越前塚古墳 - 1990年（平成2年）3月20日指定[3]。